# 谢米奥焦尔卡村委员会
谢米奥焦尔卡村委员会（俄语：Семиозёрский сельсовет）是俄罗斯联邦阿穆尔州伊万诺夫卡区所属的一个村委员会。其下辖有1个居民点，行政中心为谢米奥焦尔卡。据2014年统计，该村委员会的人口为638人。